# Redmarley D'Abitot
Redmarley D'Abitot è un villaggio e parrocchia civile dell'Inghilterra, appartenente alla contea del Gloucestershire.